# Otsuki
Otsuki (大月市 -shi) é uma cidade japonesa localizada na província de Yamanashi.
Em 2003, a cidade tinha uma população estimada em 32 121 habitantes e uma densidade populacional de 114,60 h/km². Tem uma área total de 280,30 km².
Recebeu o estatuto de cidade a 8 de Agosto de 1954.